# 제9대 노섬벌랜드 백작 헨리 퍼시

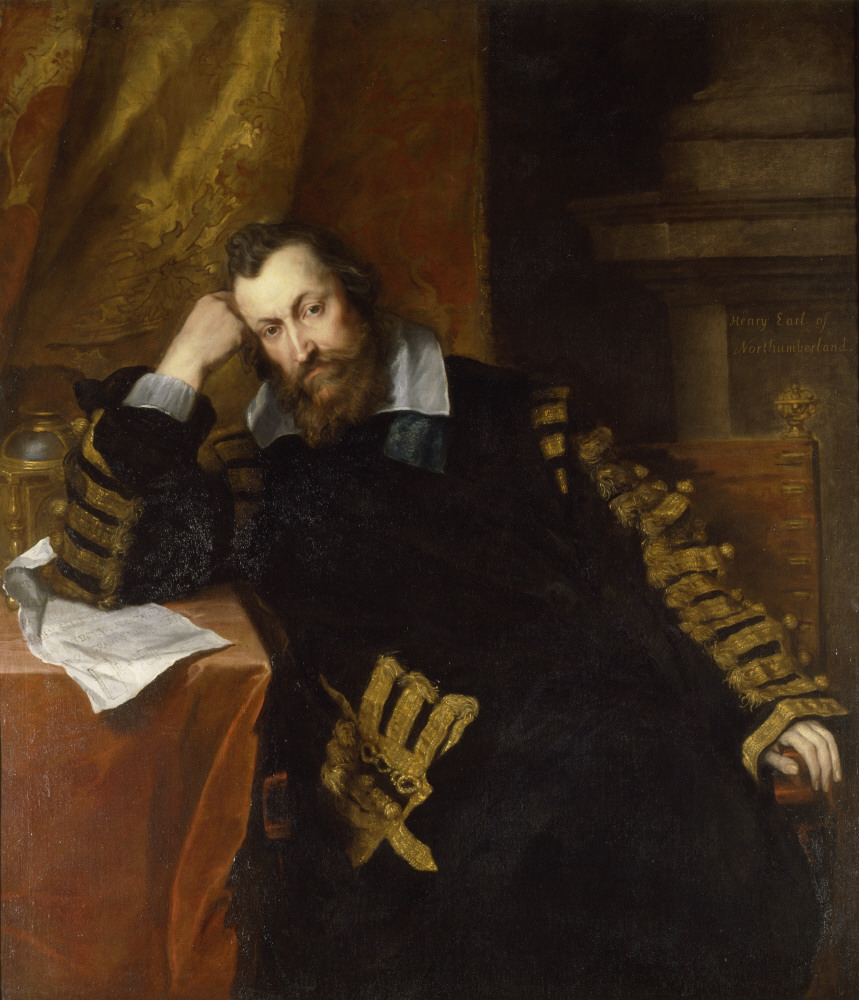
노섬벌랜드 백작

제9대 노섬벌랜드 백작 헨리 퍼시(Henry Percy, 9th Earl of Northumberland, 1564년 4월 27일 ~ 1632년 11월 5일)는 잉글랜드의 귀족이다. 엘리자베스 1세 시절 가장 부유한 신하들 중 하나였으며 대단한 권세를 누렸다. 제임스 1세가 왕이 되자 헨리는 런던탑 장기수로 수감되었다. 그는 과학 및 연금술 실험에 몰두하였고, 지도제작술에 대한 열정에, 커다란 개인 도서관을 가지고 있어 마법사 백작(The Wizard Earl)이라는 별명을 얻었다. 그러나 난청과 발성장애로 인하여 때문에 당대의 중요 지식인 또는 문화인물로 발돋움하지는 못했다.

## 같이 보기
- 화약 음모 사건